# Fulda
Fulda este un oraș din landul Hessa, Germania.

## Transporturi
Fulda este conectată din anul 1988 la Linia de cale ferată de mare viteză Hanovra-Würzburg. Trenurile ICE circulă pe această linie cu viteza de 280km/oră, iar trenurile de marfă cu 160km/oră.

## Monumente
- Domul din Fulda, catedrala Diecezei de Fulda

## Personalități
- Karl Ferdinand Braun (1850-1918), inventantor, laureat al Premiului Nobel pentru Fizică
- Adalbert Ricken (1851-1921), preot și biolog